# Ben Zegers
Bernardus Stefanus Henricus (Ben) Zegers (Utrecht, 3 maart 1962) is een Nederlands beeldend kunstenaar, actief als beeldhouwer en installatiekunstenaar, en lid van het College van Bestuur van de Gerrit Rietveld Academie in Amsterdam.
Zegers is bekend geworden met werk dat balanceert tussen het sculptuur en de functionele vormgeving. Zijn vroege werk "vervreemdt onderdelen van huisraad, vooral matrassen, maar ook stoelen en tafels, en plaatst ze in de nutteloze en betekenisvolle context van sculptuur."

## Levensloop
Zegers is geboren en opgegroeid in Utrecht, en studeerde van 1980 tot 1986 aan de Akademie voor Kunst en Vormgeving St. Joost in Den Bosch. Vervolgens studeerde hij nog twee jaar verder aan de Ateliers '63 in Haarlem van 1986 tot 1988. 
In 1988 vestigde Zegers zich als beeldend kunstenaar in Rotterdam, waar hij sindsdien woont en werkt. In 1988 maakte hij in opdracht van het Prins Bernard Fonds een kunstwerk voor het Teylers Museum in Haarlem. In 1990 nam hij deel aan groepsexposities in Galerie Van Krimpen en Galerie Fons Welters in Amsterdam. In 1993 kreeg hij zijn eerste solo tentoonstelling Look Alike in het Museum Boymans Van Beuningen in Rotterdam. Hij kreeg in 1990 de Aanmoedigingsprijs van het Amsterdams Fonds voor de Kunst. In 1994 is hij onderscheiden met de Charlotte Köhler-prijs.

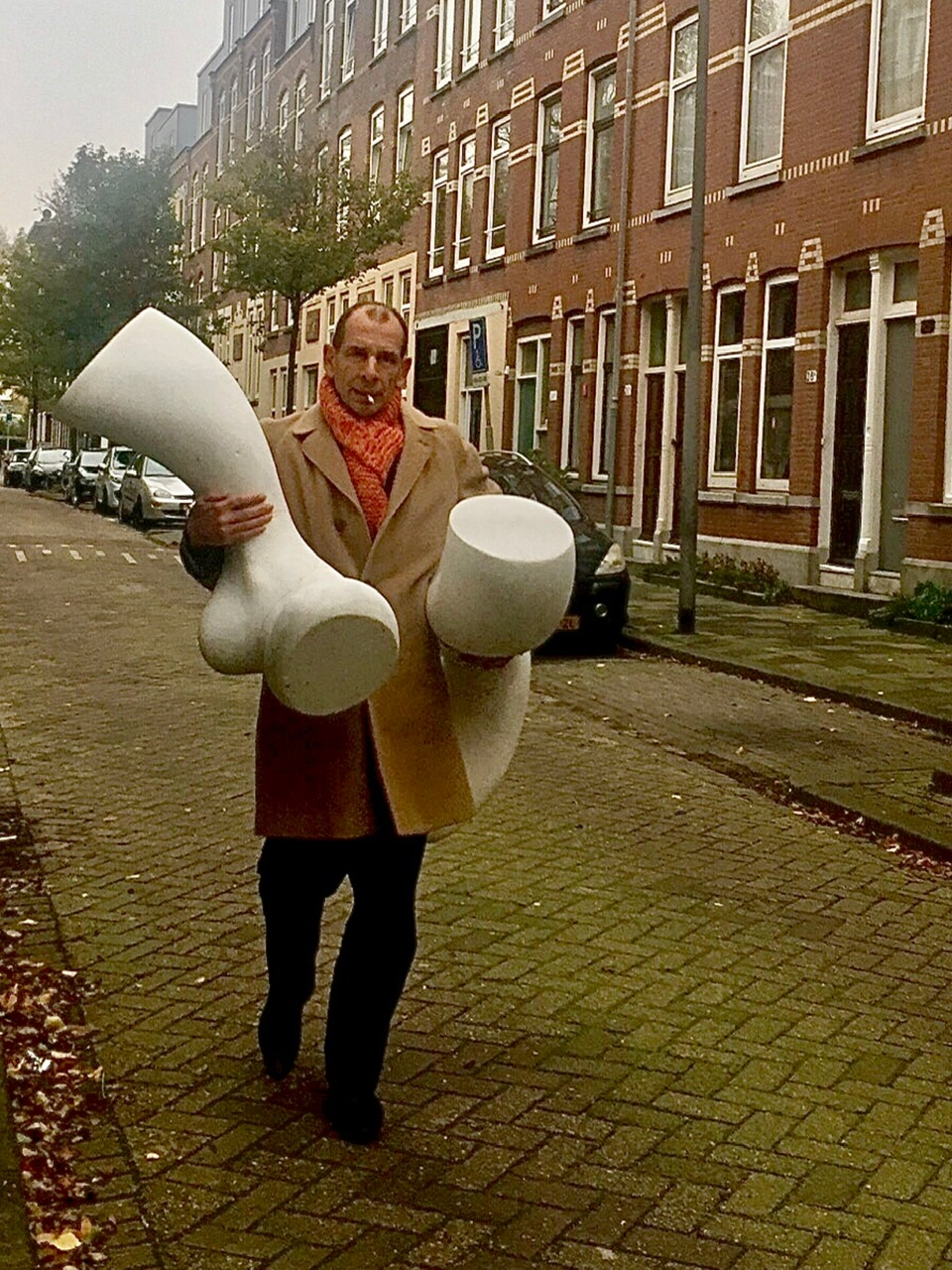
Ben Zegers met modellen onder de arm van het kunstwerk Iedereen is dood behalve wij.

In het nieuwe millennium begon Zegers ook als docent sculptuur en coördinator van het basisjaar aan de Gerrit Rietveld Academie in Amsterdam. Tegenwoordig is hij Member of the Board of the Gerrit Rietveld Academie and Head Bachelor of Art & Design.
Het werk van Zegers is onder andere aangekocht door Museum Boymans Van Beuningen in Rotterdam. Gemeentemuseum Den Haag; Museum De Lakenhal, Leiden; Aue Paviljoens, Almere; Centrum Beeldende Kunst Rotterdam; Stichting Vendute, Amsterdam; ABN-Amro, Amsterdam; en diverse particulieren.

## Exposities, een selectie
- 1990, First Blossom, Galerie Van Krimpen, Amsterdam.
- 1990, Verzameld Werk ‘2, Museum Boijmans Van Beuningen, Rotterdam.
- 1990, MultipleChoice, Galerie Fons Welters, Amsterdam.
- 1990, Gemengd Bedrijf, soloexpositie in Haags Gemeentemuseum, Den Haag.
- 1993, Tentoonstelling Verwandtschaften, Kunsthal Rotterdam.[5]
- 1993, Look Alike: Ben Zegers : Museum Boijmans Van Beuningen Rotterdam 21 november 1993/31 januari 1994. Museum Boymans Van Beuningen, 1993.
- 2000, lettre(s) a mon père. Kunsthal Rotterdam.[6]

## Publicaties
- Zegers, Ben. Ben Zegers : Museum Boymans Van Beuningen Rotterdam 21 november 1993/31 januari 1994.  Museum Boymans Van Beuningen, 1993.

## Galerie

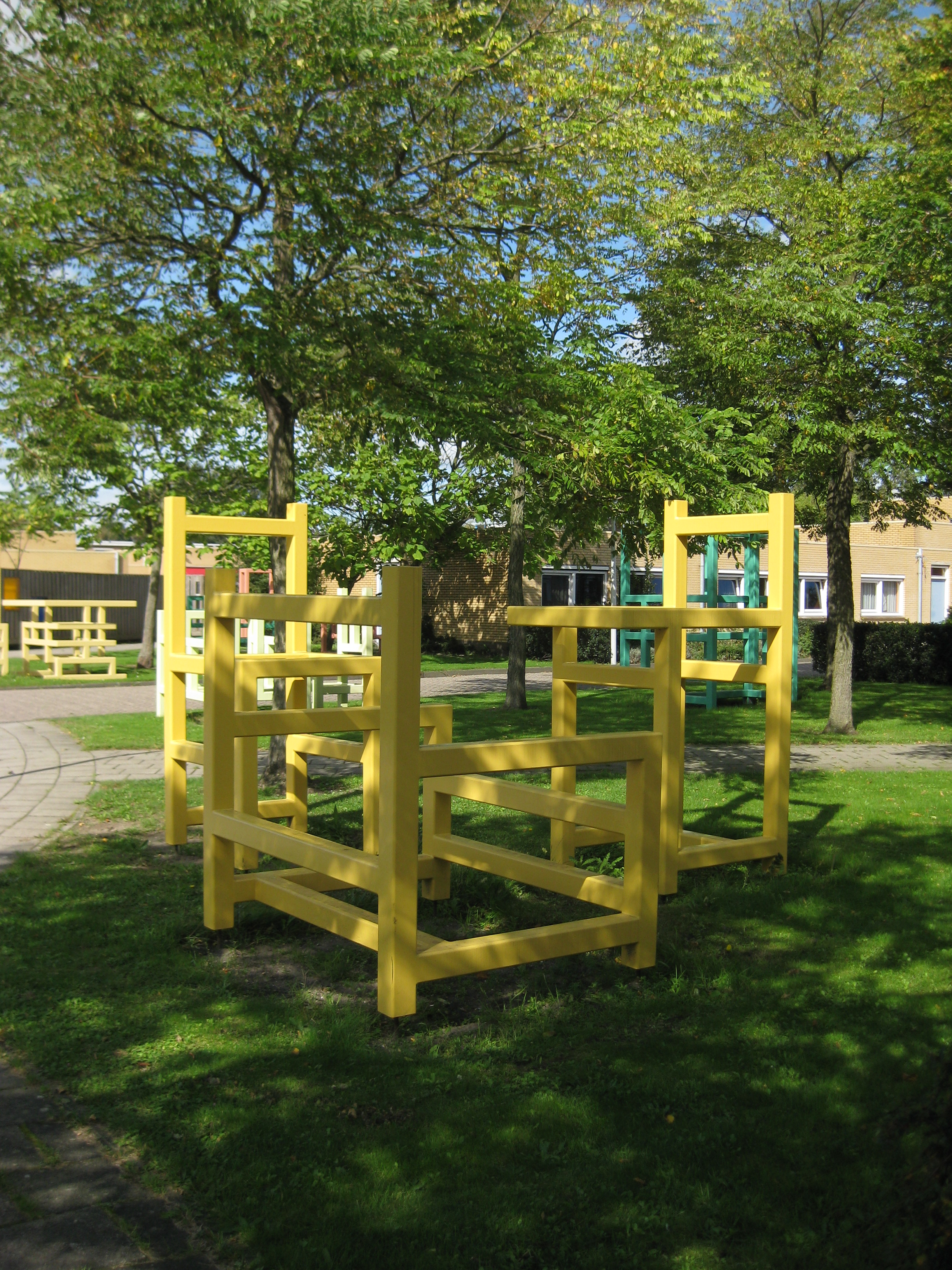
Gerrit, Tuindorp Oostzaan, 1992
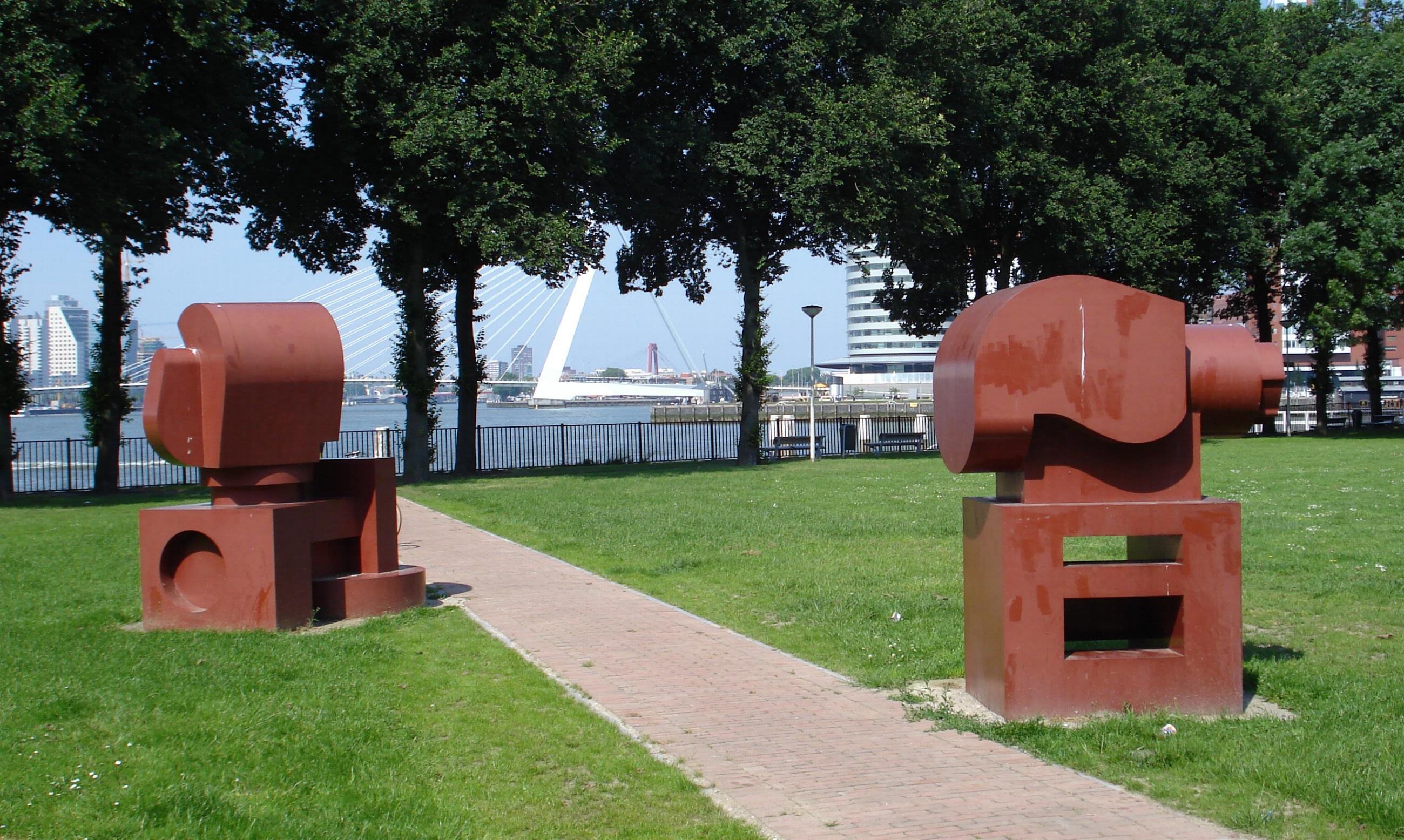
Vaart vrij!, Katendrecht, 1997
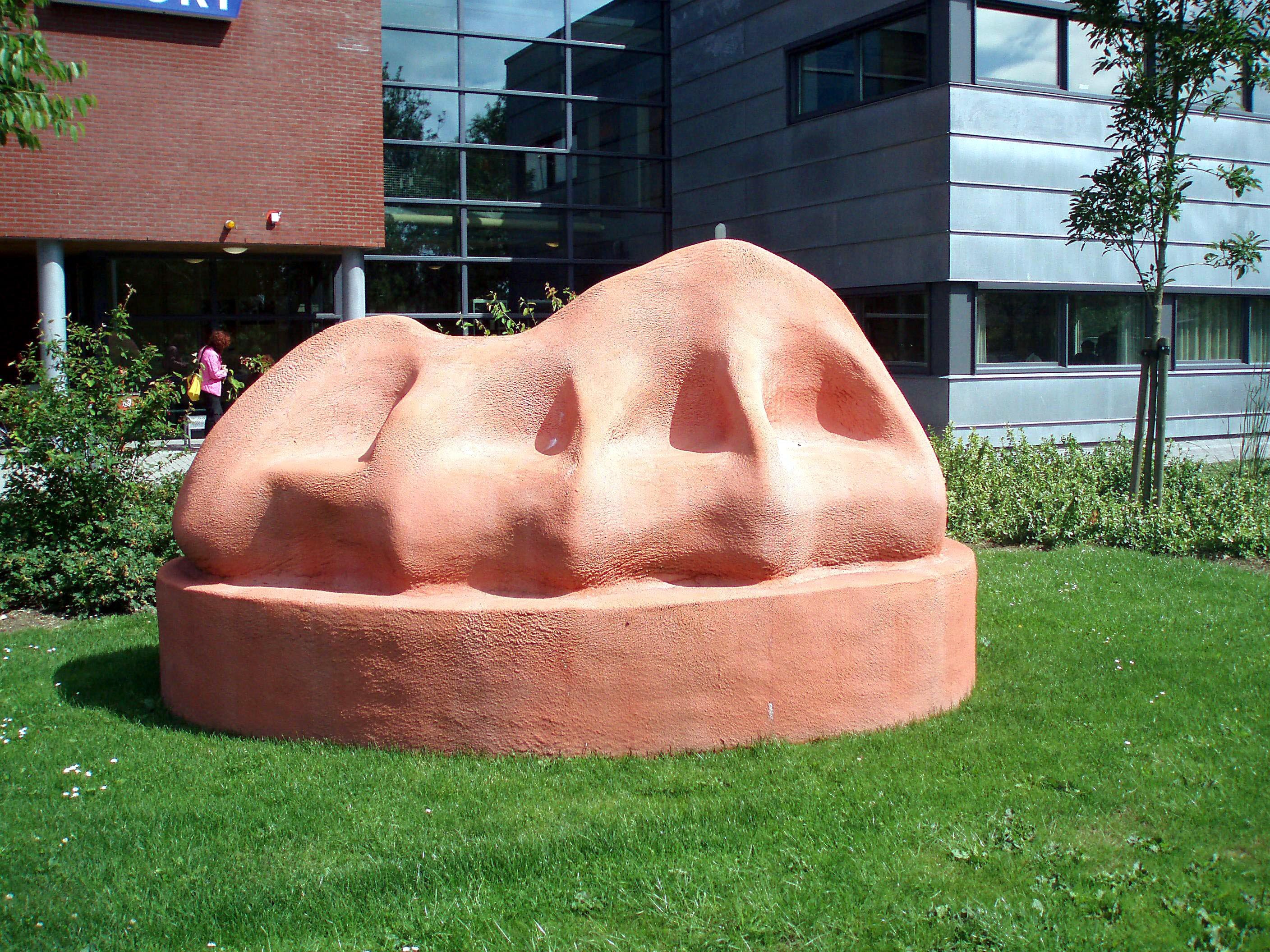
Thingum Dokkum, 2004
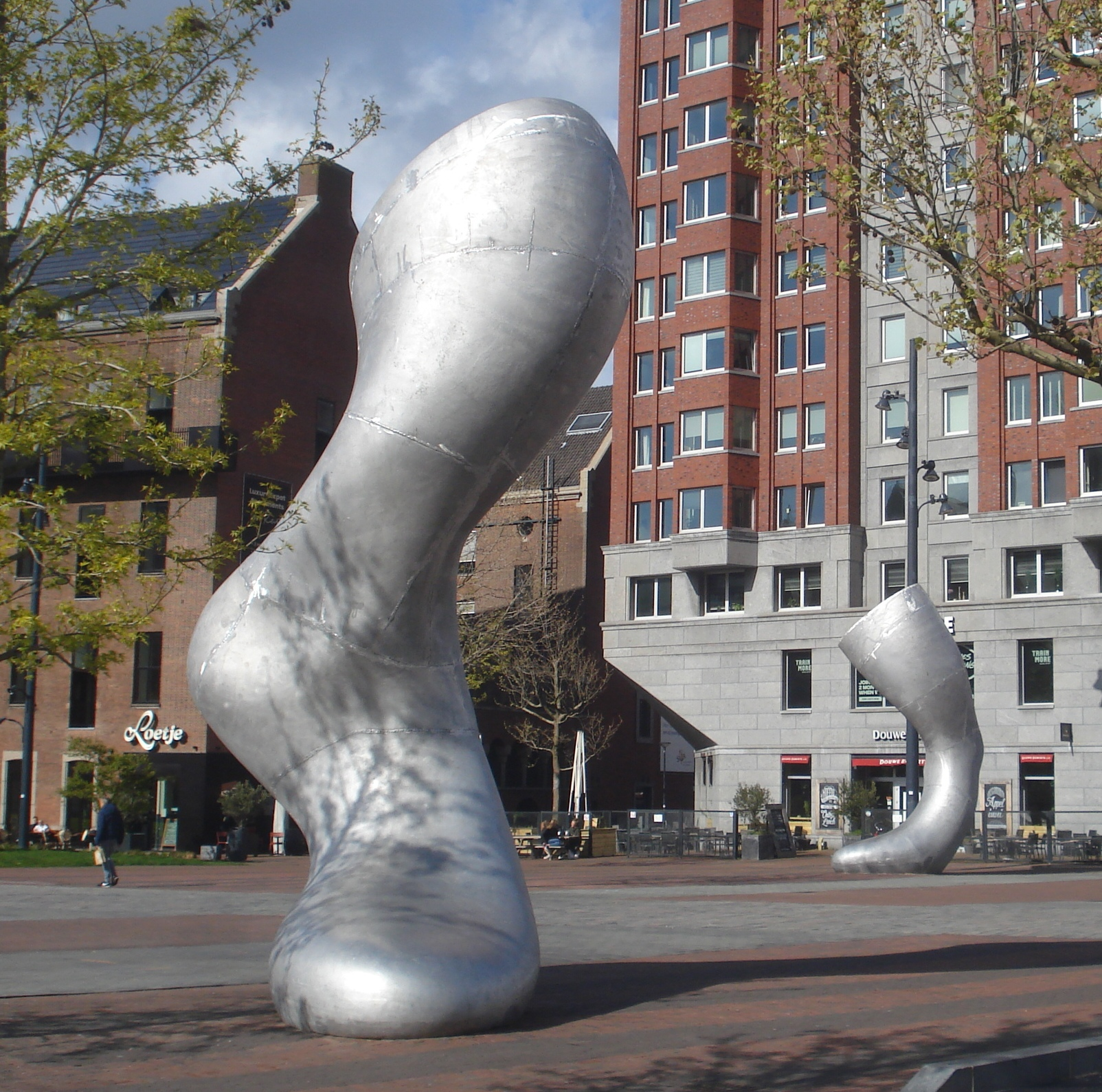
Iedereen is dood behalve wij, Rotterdam, 2011.